# Lochau
Lochau è un comune austriaco di 5 717 abitanti nel distretto di Bregenz, nel Vorarlberg.